# Atletica leggera ai Giochi della XXVIII Olimpiade - Salto in alto maschile

Video della Finale (telecronaca Rai)

Il salto in alto ha fatto parte del programma di atletica leggera maschile ai Giochi della XXVIII Olimpiade. La competizione si è svolta nei giorni 20 e 22 agosto 2004 allo Stadio Olimpico di Atene. Vi hanno preso parte 38 atleti.

## Presenze ed assenze dei campioni in carica
| Competizione         | Atleta           | Prestazione | Atene 2004 |
| -------------------- | ---------------- | ----------- | ---------- |
| Olimpiadi 2000       | Sergej Kljugin   | 2,35 m      | Non qual.  |
| Commonwealth 2002    | Mark Boswell     | 2,28 m      | Presente   |
| Europei 2002         | Jaroslav Rybakov | 2,31 m      | Presente   |
| Coppa del mondo 2002 | Jaroslav Rybakov | 2,31 m      | Presente   |
| Panamericani 2003    | Germaine Mason   | 2,34 m      | Assente    |
| Mondiali 2003        | Jacques Freitag  | 2,35 m      | Presente   |
|                      |                  |             |            |
| Mondiali junior 2000 | Jacques Freitag  | 2,24 m      | Presente   |

1. ↑  Sotto la bandiera della Russia.

## Gara
Nel turno eliminatorio sono 12 gli atleti a superare la misura richiesta. Il campione in carica, Jacques Freitag, si ferma a 2,20 rinunciando così a difendere il titolo.
In finale i migliori non sbagliano fino a 2,29. Addirittura Matt Hemingway si sente abbastanza sicuro da passare la misura e presentarsi a 2,32. Ce la fa al primo tentativo e sale in testa alla classifica. Solo Jamie Nieto e Andrij Sokolovskij lo imitano. Stefan Holm fa un errore, Jaroslav Bába ne commette addirittura due e si riserva il terzo tentativo a 2,34. Con freddezza supera l'asticella e si rimette in corsa per l'oro. Anche Hemingway valica i 2,34 al primo tentativo, mentre Jamie Nieto va su al secondo; Stefan Holm fa due errori, ma alla terza prova ce la fa.
È a 2,36 che si decide la gara: Stefan Holm, che aveva rischiato di uscire dalle medaglie, centra subito la misura. Gli altri invece sbagliano tutti. L'oro è dello svedese; i due posti restanti sono di Hemingway e Bába. L'americano ottiene l'argento per il minor numero di errori.

## Risultati

### Turno eliminatorio
Qualificazioni2,28 m.
Dodici atleti ottengono la misura.

### Finale
Domenica 22 agosto, ore 19:30.
| Primatista mondiale   | 2,45 | Javier Sotomayor | Rit. 2001 |
| Primatista stagionale | 2,36 | Stefan Holm      | Presente  |

1. ↑  Record stabilito nel 1993.
2. ↑  Eberstadt, 18 luglio.

| Pos | Atleta             | Nazione             | Salti | Salti | Salti | Salti | Salti | Salti | Misura | Note                          |
| Pos | Atleta             | Nazione             | 2,20  | 2,25  | 2,29  | 2,32  | 2,34  | 2,36  | Misura | Note                          |
| --- | ------------------ | ------------------- | ----- | ----- | ----- | ----- | ----- | ----- | ------ | ----------------------------- |
|     | Stefan Holm        | Svezia              | O     | O     | O     | O     | XO    | XXO   | 2,36   | =                             |
|     | Matt Hemingway     | Stati Uniti         | O     | O     | O     | -     | O     | XXX   | 2,34   |                               |
|     | Jaroslav Bába      | Rep. Ceca           | O     | O     | O     | XXO   | O     | XXX   | 2,34   | Miglior prestazione personale |
| 4   | Jamie Nieto        | Stati Uniti         | O     | XO    | -     | O     | XO    | XXX   | 2,34   | Miglior prestazione personale |
| 5   | Andrij Sokolovskij | Ucraina             | O     | O     | O     | O     | XXX   |       | 2,32   |                               |
| 6   | Jaroslav Rybakov   | Russia              | O     | XO    | O     | XO    | XXX   |       | 2,32   |                               |
| 7   | Mark Boswell       | Canada              | O     | -     | O     | XXX   |       |       | 2,29   |                               |
| 8   | Svatoslav Ton      | Rep. Ceca           | O     | XO    | XO    | XX-   | X     |       | 2,29   |                               |
| 9   | Vjačeslav Voronin  | Russia              | O     | -     | XXO   | XXX   |       |       | 2,29   |                               |
| 10  | Dragutin Topić     | Serbia e Montenegro | XO    | -     | XXO   | -     | XXX   |       | 2,29   |                               |
| 11  | Lisvany Pérez      | Cuba                | O     | XO    | XXX   |       |       |       | 2,25   |                               |
| 12  | Alessandro Talotti | Italia              | O     | XXO   | -     | XXX   |       |       | 2,25   |                               |